# Socialism med kinesiska särdrag
Socialism med kinesiska särdrag (traditionell kinesiska: 具有中國特色的社會主義; förenklad kinesiska: 具有中国特色的社会主义 [lyssna (fil)]; pinyin: Jùyǒu Zhōngguó tèsè de shèhuìzhǔyì) är beteckningen på den officiella politiska teorin i Kina. Efter 2017 med tillägget för en ny era. Den äldre formen Socialism med kinesiska särdrag har varit "ett sätt för kommunistpartiet att förena paradoxen att ett kommunistiskt parti styrt ett samhälle som blivit alltmer kapitalistiskt och marknadsekonomiskt".

## Historia och huvuddrag
Kinas kommunistiska parti anslöt sig inledningsvis till marxismen som man fann den i det unga Sovjetunionen, men sedan Mao Zedong under Den långa marschen tagit ledningen över partiet från de mer renlärigt Moskvatrogna kom han att utveckla en egen variant av den, senare i Väst kallad maoism, som han såg som anpassad efter den kinesiska verkligheten med en nyss genomförd (1911) borgerlig revolution men utan ett stort stadsproletariat. Revolutionen skulle därför istället bygga på bondeklassen, som Mao såg som den sant revolutionära i Kina.
I maoismen som den kom att tillämpas fanns ett stort mått av avståndstagande från vad som sågs som västerländska/kapitalistiska tekniker, och två år efter Maos död, 1978, slog Kinas nye ledare Deng Xiaoping (som både under 1960- och 1970-talet råkat illa ut till följd av sin pragmatiska hållning) in på en radikalt annorlunda väg mot den kommunistiska utopin. Med de 1979 formulerade Fyra grundprinciperna ville Deng, inte minst för de reformkritiska inom partiet, visa att hans politik var en vidareutveckling av den kinesiska kommunismen och ingen form av kapitalism eller ett steg i riktning mot en liberal demokrati.[källa behövs]
Enligt de fyra grundprinciperna skulle Kina hålla fast vid:
1. Den socialistiska vägen
2. Folkets demokratiska diktatur
3. Kommunistpartiets ledande roll, och
4. Marxism-leninism och Mao Zedongs tänkande (Maoism).

### Den socialistiska vägen
I och med principen om den socialistiska vägen bibehålls den marxistiska historiesynen. Historien ses som en ständig kamp mellan olika klasser, där den ledande klassen under varje epok upprättar ett samhällssystem som gynnar den egna klassen på de andra klassernas bekostnad. Skiften mellan olika epoker, dvs. olika klassers herravälde, sker genom revolutioner. Det sista och högsta stadiet i denna utveckling är proletariatets diktatur och innebär upplösandet av alla klasser.

### Folkets demokratiska diktatur
Folkets demokratiska diktatur formulerades av Mao Zedong och ansluter nära till Lenins idéer. Folkmajoriteten utövar en diktatur över mindre grupper i samhället med avvikande åsikter. Folkmajoritetens vilja representeras av Kommunistpartiet.

### Kommunistpartiets ledande roll
Det Kommunistiska partiets ledande roll är inom Leninismen det mest grundläggande teoremet. Kommunistpartiet utgörs av en liten elit (ett avantgarde) utbildad i marxistisk teoribildning. Deras uppgift är att styra samhället och dess utveckling för att på snabbast och mest harmoniska sätt uppnå målet: att realisera övergången från socialism till kommunism.

### Marxism-Leninism och Mao Zedongs tänkande (Maoism)
Principen om Marxism-leninism och maoism är delvis en upprepning av de nämnda grundprinciperna: den socialistiska vägen, folkets demokratiska diktatur och kommunistpartiets ledande roll. Marxismen innebär en marxistisk historiesyn, Leninismen innebär Kommunistpartiets roll som katalysator i revolutionen och dess ledande roll i samhället därefter. Maoismen är en samlingsbeteckning på Mao Zedongs bidrag till den kommunistiska teoribildningen, bl.a. innefattande Maos teori om bondeklassen istället för industri-proletariatet som revolutionens primära agent och hans teorier om gerillakrigföring, Det långvariga folkkriget.

## Deng Xiaoping-teori
Deng Xiaoping-teori är en sammanfattningsbeteckning på Deng Xiaopings ekonomisk-politiska teoribildning. Enligt denna befinner sig Kina sedan 1949 fortfarande i "det första stadiet av socialism" enligt Marxs historieteori. Detta är ett övergångsstadium mellan bourgeois kapitalism och fullständig kommunism. Det är därför inte ideologiskt fel att exempelvis återinföra ett mot västvärlden öppet marknadsekonomiskt system om ett sådant gynnar ekonomisk utveckling och därigenom framåtskridandet mot det slutliga historiska stadiet kommunism. Även i Sovjetunionens tidiga historia gjordes experiment med marknadsekonomi (1920-talets NEP - Ny ekonomisk politik).
Mao Zedongs ekonomiska politik hade kännetecknats av att den nära följde Stalins modell av statskapitalistisk centralstyrd planekonomi.[källa behövs] Dengs ekonomiska politik kännetecknades i motsats till denna av en pragmatisk reformpolitik som han förklarade med ett gammalt talesätt från födelseprovinsen Sichuan; ”det spelar ingen roll om katten är svart eller vit, så länge den fångar möss”. Ett annat citat från Deng Xiaopings som tydligt visar på avståndstagande från Mao är: ”det är ärorikt att bli rik”.